# Graphops simplex
Graphops simplex är en skalbaggsart som beskrevs av J. L. Leconte 1884. Graphops simplex ingår i släktet Graphops och familjen bladbaggar. Inga underarter finns listade i Catalogue of Life.